# Estadio José Alberto Pérez

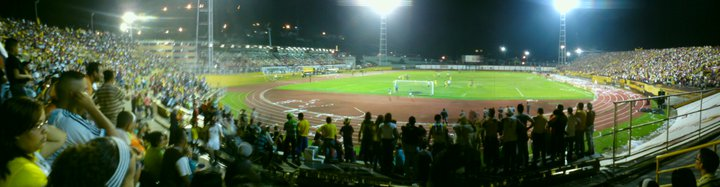
Panorámica del Estadio José Alberto Pérez.

El Estadio Olímpico José Alberto Pérez es una infraestructura deportiva donde se practica el fútbol y el atletismo en todas sus expresiones. Está ubicado en el Polideportivo Luis Loreto Lira en la ciudad de Valera a unos 650 m s. n. m., en el estado Trujillo, en la parte occidental de Venezuela, más específicamente en la Región de Los Andes.
Cuenta con una capacidad de 25 000 (según CONMEBOL) a 30 000 espectadores (dado que hay gradas sin puestos individuales específicos se ha vendido boletería para más de 30 000 espectadores, sin problemas de espacio) desde su remodelación, antes de ella era de 14 000 espectadores, El Cementerio de los Grandes como también se le llaman es la sede principal del equipo de la Primera División Venezolana Trujillanos Fútbol Club y que tras celebrarse en los estados andinos los Juegos Nacionales Deportivos Andes 2005, sufrió un proceso de remodelación con una inversión millonaria por parte del Instituto Nacional de Deportes de Venezuela y el gobierno regional de ese estado, que permitió recuperar las graderías, el gramado y las zonas destinadas a los servicios.